# Julius Eduard Reinecker
Pour les articles homonymes, voir Reinecker.
Julius Eduar Reinecker (1832 - 1895) est un mécanicien allemand, inventeur de machines-outils
En 1882 il met au point un tour à détalonner.
Les principales innovations dans le domaine de la machine-outil à cette époque sont la fraiseuse universelle de David Brown et Lucien Sharpe (1862), le tour semi-automatique de Christopher Miner Spencer (en) (1873), la machine à tailler les engrenages coniques d'Elliott Gleason (1874), la machine à rectifier universelle de Brown et Sharpe (1876), la machine à tailler les engrenages droits de E.-R Fellows (1890), la machine à affûter les fraises de Frédéric Guillaume Kreutzberger (1874) .